# Santiago Mesón
Santiago Estaban Meson, né le 25 janvier 1968 à San Miguel de Tucumán (Argentine), est un joueur de rugby argentin, évoluant au poste d'arrière.

## Carrière

### Clubs Successifs
Santiago Meson a évolué au San Isidro Club.
- Tucumán Rugby Club (1976-1993)
- San Isidro Club (1994-1999)

### équipe nationale
Santiago Meson a connu 34 sélections internationales en équipe d'Argentine, il fait ses débuts le 30 septembre 1987 contre l'équipe du Paraguay. Sa dernière apparition comme Puma a lieu le 4 octobre 1997 contre les Chiliens. 

## Statistiques en équipe nationale
- 34 sélections en équipe d'Argentine
- Nombre de sélections par année : 1 en 1987, 4 en 1989, 3 en 1990, 4 en 1991, 5 en 1992, 6 en 1993, 4 en 1994, 4 en 1995, 2 en 1996, 1 en 1997.
- Participation à la Coupe du monde de rugby : 1991 (1 match disputé, 0 comme titulaire)